# Daniil Penchikov
Daniil Aleksandrovich Penchikov (tiếng Nga: Даниил Александрович Пенчиков; sinh ngày 21 tháng 3 năm 1998) là một cầu thủ bóng đá người Nga thi đấu cho F.K. Zenit-2 Sankt Peterburg.

## Sự nghiệp câu lạc bộ
Anh có màn ra mắt tại Giải bóng đá Quốc gia Nga cho F.K. Zenit-2 Sankt Peterburg vào ngày 8 tháng 7 năm 2017 trong trận đấu với F.K. Shinnik Yaroslavl.